# Staavia capitella
Staavia capitella är en tvåhjärtbladig växtart som först beskrevs av Carl Peter Thunberg, och fick sitt nu gällande namn av Otto Wilhelm Sonder. Staavia capitella ingår i släktet Staavia och familjen Bruniaceae. Inga underarter finns listade.